# Noyelles-lès-Humières
Noyelles-lès-Humières és un municipi francès situat al departament del Pas de Calais i a la regió dels Alts de França. L'any 2007 tenia 66 habitants.

## Demografia

### Població
El 2007 la població de fet de Noyelles-lès-Humières era de 66 persones. Hi havia 21 famílies de les quals 4 eren unipersonals (4 homes vivint sols), 9 parelles sense fills, 4 parelles amb fills i 4 famílies monoparentals amb fills.
La població ha evolucionat segons el següent gràfic:
Habitants censats

### Habitatges
El 2007 hi havia 30 habitatges, 25 eren l'habitatge principal de la família, 2 eren segones residències i 3 estaven desocupats. Tots els 30 habitatges eren cases. Dels 25 habitatges principals, 20 estaven ocupats pels seus propietaris i 4 estaven llogats i ocupats pels llogaters; 1 tenia tres cambres, 7 en tenien quatre i 16 en tenien cinc o més. 25 habitatges disposaven pel capbaix d'una plaça de pàrquing. A 14 habitatges hi havia un automòbil i a 11 n'hi havia dos o més.

## Economia
El 2007 la població en edat de treballar era de 44 persones, 22 eren actives i 22 eren inactives. De les 22 persones actives 21 estaven ocupades (14 homes i 7 dones) i 1 aturada (1 home). De les 22 persones inactives 12 estaven jubilades, 3 estaven estudiant i 7 estaven classificades com a «altres inactius».
Activitats econòmiques
Els 3 establiments que hi havia el 2007 eren d'empreses de comerç i reparació d'automòbils.
L'any 2000 a Noyelles-lès-Humières hi havia 4 explotacions agrícoles que ocupaven un total de 268 hectàrees.

## Poblacions més properes
El següent diagrama mostra les poblacions més properes.